# Onthophagus doisuthepensis
Onthophagus doisuthepensis là một loài bọ cánh cứng trong họ Bọ hung (Scarabaeidae).